# GIFT (企業)
株式会社GIFTは、東京都渋谷区に本社を置く日本の企業。
カンパニープロミス『「ありがとう」「おめでとう」をカタチに』にあるように、ギフト・プレゼント市場の活性化を図り、心のこもった贈り物を気軽に贈り合える世の中を目指している。

## 概要
オーダーメイドの似顔絵制作事業をはじめ、広告代理店業、コンサルティング事業も行っている。
オーダーメイドの似顔絵制作事業では、国内の主要モールにも展開し、また、自社サービスである似顔絵マートも展開中である。
メディア運営事業では、本社所在地でもある代々木上原周辺の飲食店を掲載するグルメサイト「上原グルメ」を運営している。その他、保育園や幼稚園の情報を掲載する「保育園の365日」も運営している。

## 事業内容
- オーダーメイド似顔絵事業
- 広告代理店事業
- コンサルティング事業

## 沿革
- 2021年4月1日 - 設立。